# Alexis Aly Tagbino

Wappen von Alexis Aly Tagbino als Weihbischof

Alexis Aly Tagbino (* 17. Oktober 1972 in Guéckédou, Guinea) ist ein guineischer Geistlicher und römisch-katholischer Bischof von Kankan.

## Leben
Alexis Aly Tagbino empfing am 2. März 2003 das Sakrament der Priesterweihe für das Bistum Kankan. 
Papst Franziskus ernannte ihn am 23. Dezember 2016 zum Titularbischof von Cuicul und zum Weihbischof in Kankan. Der Bischof von Kankan, Emmanuel Félémou, spendete ihm am 26. Februar des folgenden Jahres die Bischofsweihe. Mitkonsekratoren waren der Erzbischof von Conakry, Vincent Coulibaly, und der Bischof von Nzérékoré, Raphaël Balla Guilavogui.
Am 20. November 2021 ernannte ihn Papst Franziskus zum Bischof von Kankan.